# Municipio de Gardar
El municipio de Gardar (en inglés: Gardar Township) es un municipio ubicado en el condado de Pembina en el estado estadounidense de Dakota del Norte. En el año 2010 tenía una población de 95 habitantes y una densidad poblacional de 1,02 personas por km².

## Geografía
El municipio de Gardar se encuentra ubicado en las coordenadas 48°35′12″N 97°51′43″O / 48.58667, -97.86194. Según la Oficina del Censo de los Estados Unidos, el municipio tiene una superficie total de 92.98 km², de la cual 92,98 km² corresponden a tierra firme y (0 %) 0 km² es agua.

## Demografía
Según el censo de 2010, había 95 personas residiendo en el municipio de Gardar. La densidad de población era de 1,02 hab./km². De los 95 habitantes, el municipio de Gardar estaba compuesto por el 100 % blancos. Del total de la población el 0 % eran hispanos o latinos de cualquier raza.